# César Aira
César Aira (* 23. února 1949, Coronel Pringles) je argentinský spisovatel. Je proslulý svou autorskou plodností, publikuje 2 až 5 románů ročně (mají ovšem obvykle jen okolo sto stran). Napsal takových již přes sto. Někdy jsou označovány za surrealistické. Často v nich přeskakuje z jednoho žánru do druhého a využívá vypravěčské strategie z populární kultury a "subliterárních" žánrů, jako je braková sci-fi nebo televizní mýdlová opera. Často se též odmítá přizpůsobit obecným očekáváním, jak by měl román skončit, a nechává tak mnoho svých románů s koncem otevřeným, nebo bez jasného vyústění.
Věnuje se rovněž literární kritice a teorii, napsal biografii argentinské básnířky Alejandry Pizarnikové nebo britského spisovatele Edwarda Leara. Byl editorem sebraných spisů svého přítele, básníka a romanopisce Osvalda Lamborghiniho (1940–1985).
V roce 2016 obdržel Premio Iberoamericano de Narrativa Manuel Rojas. Jeho knihu Prins zařadil český literární časopis A2 mezi nejlepší světové prózy po roce 2000 (do výběru ji zařadila Hedvika Tichá).